# Južna Georgija in Južni Sandwichevi otoki
Južna Georgija in Južni Sandwichevi otoki (angleško South Georgia and the South Sandwich Islands) sta čezmorski ozemlji Združenega kraljestva v južnem Atlantskem oceanu, ki si ju lasti tudi Argentina. Iz Falklandskih otokov ozemlji upravlja civilni komisar Nigel Haywood, ki predstavlja britanskega kralja. Za obrambo prav tako skrbi Združeno kraljestvo. Od leta 1982 dne 14. junija na ozemlju praznujejo dan osvoboditve. Ustava je bila sprejeta 3. oktobra 1985. Pravni sistem je osnovan na angleškemu.

## Zgodovina
Anthony de la Roche, londonski trgovec, je otok opazil leta 1675. William Dampier ga je leta 1684 imenoval Otok Pepys (Pepys Island). Leta 1775 ga je ponovno odkril kapitan Cook. V 19. stoletju je bil baza lovcev na tjulnje, v 20. pa do zaključka kitolova na sredini stoletja kitolovska baza.
Med drugo svetovno vojno je na otoku od jeseni 1943 do jeseni 1944 prebivala posadka 14 norveških vojakov, ki je ščitila otok pred japonsko invazijo.
Falklandska vojna se je začela 19. marca 1982, ko je skupina Argentincev pod krinko trgovcev s starim železom zasedla Južno Georgijo. Poveljnik te skupine je bil Alfredo Astiz, stotnik argentinske mornarice, osumljen vojnih zločinov. Otok je preimenoval v Otok svetega Petra (Isla San Pedro) in 2. aprila na njem razglasil argentinsko oblast. Britanska vojska je otok ponovno zasedla 25. aprila v operaciji Paraquet (poimenovana po vrsti papige).
Raziskovalna postaja na Rtu kralja Edvarda v bližini nekdanje norveške kitolovske postaje Grytviken je po falklandski vojni postala vojaška postojanka. V civilno uporabo se je vrnila leta 2001. Sedaj jo upravlja Britanski antarktični urad, ki vzdržuje tudi biološko postajo na Ptičjem otoku (Bird Island) ob severovzhodni obali Južne Georgike. Južni Sandwichevi otoki so nenaseljeni.

## Južna Georgija
Južna Georgija leži v južnem Atlantskem oceanu, 1390 km jugovzhodno od Falklandskih otokov, na 54°-55° južne zemljepisne širine in 36°-38° vzhodne zemljepisne dolžine. Pokriva 4066 km². Je gorata, z 11 vrhovi, višjimi od 2000 metrov. Najvišji vrh, Mount Paget, je visok 2934 m. Pobočja gora so razbrazdana z globokimi soteskami, ki jih zalivajo ledeniki. Geološko jo sestavljata gnajs in ilovnat škriljavec, brez sledu o fosilih, kar priča, da je otok, kot Falklandski otoki, nekdaj bil del večjega kopnega, ki je verjetno predstavljalo podaljšek Andov. V Kraljevskem zalivu (Royal Bay) je bila leta 1882 nastanjena nemška odprava, ki je opazovala prehod Venere.
Podnebje na otokih je spremenljivo, prevladujejo zahodni vetrovi, ki jih prekinjajo zatišna obdobja, največ padavin pa predstavlja sneg. Večina otokov, ki se strmo dvigajo iz morja, je skalnatih in goratih. Južna Georgija je večinoma neporaščena, njene gore pa prekrivajo ledeniki. Severna obala otoka ima nekaj večjih zalivov, ki ponujajo dobra sidrišča. Na otoku živi severni jelen, naseljen v 20. stoletju. Na avtohtono favno so občutno negativno vplivale podgane, ki so jih sredi 18. stoletja sem zanesli kitolovci. V začetku 21. stoletja so zagnali obsežen projekt iztrebljanja populacije podgan in leta 2018 niso ob popisu našli nobene več; najobsežnejši projekt eliminacije invazivne živali na svetu zato šteje za uspešnega.
V okoliških vodah ribarijo. Možen vir dobička je izkoriščanje rib in krila. Otoki služijo na račun poštnih znamk, ki jih tiskajo v Veliki Britaniji. Dohodki so manjši od 300.000 USD, izdatki pa skoraj 500.000 USD. Območje ima podatkovno kodo SX, vrhnja internetna domena pa je .gs.

## Južni Sandwichevi otoki
Južni Sandwichevi otoki so ognjeniškega izvora, na njem je tudi danes še nekaj dejavnih ognjenikov. Na njihovi vzhodni strani se nahaja zelo globok Sandwiški podmorski jarek. Zaradi slabih vremenskih razmer in dejavnega vulkanizma so otoki težko dostopni z ladjami.
Otoki so bili imenovano Južni Sandwichevi otoki, da bi se ločili od Sandwichevega otočja - Havajev. Južno osmerico otokov je odkril James Cook leta 1775, severne tri pa Fabian von Bellingshausen leta 1819.
11 otokov, ki sestavljajo arhipelag, od severa proti jugu:
- Otočje Traversay (Traversay Islands)
  - Otok Zavodovskega (Zavodovski Island)
  - Otok Leskovega (Leskov Island) - najmanjši
  - Visoki otok (Visokoi Island)
  - Otok svečnice (Candlemas Island)
  - Otok zaščite (Vindication Island)
- Saundersov otok (Saunders Island)
- Montagujev otok (Montagu Island) - največji
- Bristolski otok (Bristol Island)
- Bellingshausenov otok (Bellingshausen Island)
- Cookov otok (Cook Island)
- Morrellov otok (Morrell Island)

Zadnji trije otoki so znani pod skupnim imenom Južni Thule (Southern Thule).
Argentinska zahteva po posesti območja Južne Georgije in Južnih Sandwichevih otokov je temeljila na dejstvu, da so ta ozemlja upravljana s Falklandskih otokov. Geografsko gledano Falklandski otoki ne spadajo v nobeno teh območij.